# 野木宿
野木宿（のぎしゅく、のぎじゅく）は、江戸時代に日光街道（日光道中）に設けられた下野国の宿場。現在の栃木県下都賀郡野木町。
日光街道の江戸・日本橋から数えて10番目の宿場である。

## 概要
古河藩が管理していた古河三宿（中田・古河・野木）の一つである。本野木と新野木からなる。天保14年（1843年）の『日光道中宿村大概帳』によれば、本陣・脇本陣は本野木に1軒ずつ設けられ、旅籠が25軒（大0,中2,小23）あった。宿内の家数は126軒、人口は527人であった。隣接する宿場と比較すると規模が小さく、古河宿・間々田宿・小山宿に宿泊客は流れがちであった 。

## 名所・旧跡等
- 野木神社:　仁徳天皇の御代、莵道稚郎子命（うじのわきいらつこのみこと）を祀ったことに始まるとされる。坂上田村麻呂が奉納したとされる大銀杏の木があり、お乳の形に似ていることから乳の出ない母親に信仰された[4]。寿永2年（1183年）には野木宮合戦の舞台となり、江戸時代には古河藩主の崇敬を受けた。現在も、12月には古河市と野木町個々に「提灯竿揉み祭り」が行われるが、これはどちらも野木神社の神事「七郷めぐり」に付随するもので、神官行列の帰社（お帰り）を待つ人々が、寒さをしのぐために始めた提灯の揉み合いが起源である[5]。
- 満願寺:　野木神社の別当寺。宿内に寺院がなく、供養等に不自由だったため、元和2年（1616年）に宿内相談のうえ建立。野木町内の野木にある。[6]
- 法音寺:　応永2年（1395年）、真海により建立。新義真言宗の寺院。寺の周辺には中世城館の土塁と堀跡が残されている。日光街道沿い・野木宿北隣の現在の野木町友沼にある。[7]
- 満福寺:　古河公方ゆかりの寺院。明応2年（1493年）、足利成氏により開基。成氏の墓、連歌師・猪苗代兼載の墓がある。野木宿から南西へ約2km離れた現在の野木町野渡にある。

## 助郷の村々
各宿場町では、参勤交代や公用の人や物を運ぶために人馬を常備する必要があったが、これを助けるために近隣の村々が定助郷に指定された。野木宿の場合は、現野木町内の友沼・閏島・若林・丸林・佐川野・赤塚・中谷新田・野渡、現小山市内の迫間田・新波・生井新田・楢木・上生井・下生井・白鳥・飯田新田、現栃木市藤岡地域内の赤麻・鎌立・篠山・西高砂・高砂・横堤・内野・恵下野・下宮である（うち鎌立〜下宮の村々は現在の渡良瀬遊水地内）。

## 交通
隣の宿場
- 日光街道、奥州街道

古河宿 - 野木宿 - 間々田宿